# فولادسازی

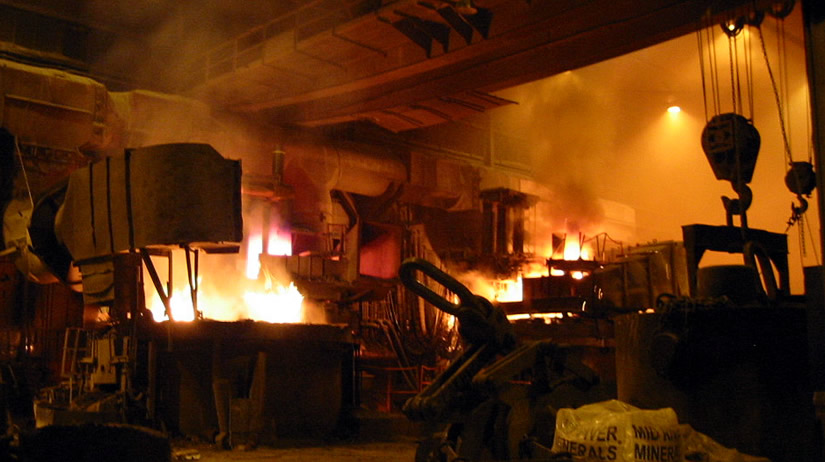
کارخانه فولاد با دو کوره قوسی

فولادسازی (به انگلیسی: Steelmaking) فرایند ساخت فولاد از سنگ آهن یا از قراضه است. در فولادسازی، ناخالصی‌هایی از قبیل نیتروژن، سیلیکون، فسفر، گوگرد و کربن اضافی (که مهم‌ترین ناخالصی است) از منبع آهن حذف می‌شوند و عناصر آلیاژی مانند منگنز، نیکل، کروم، کربن و وانادیم برای تولید درجه‌های مختلف فولاد به آن افزوده می‌شوند. محدود کردن گازهایی مانند نیتروژن و هیدروژن و ناخالصی‌ها (که به آن "inclusion" می‌گویند) در داخل فولاد مذاب، اهمیت بالایی در کیفیت محصولات ریخته شده دارد.

## تاریخچه

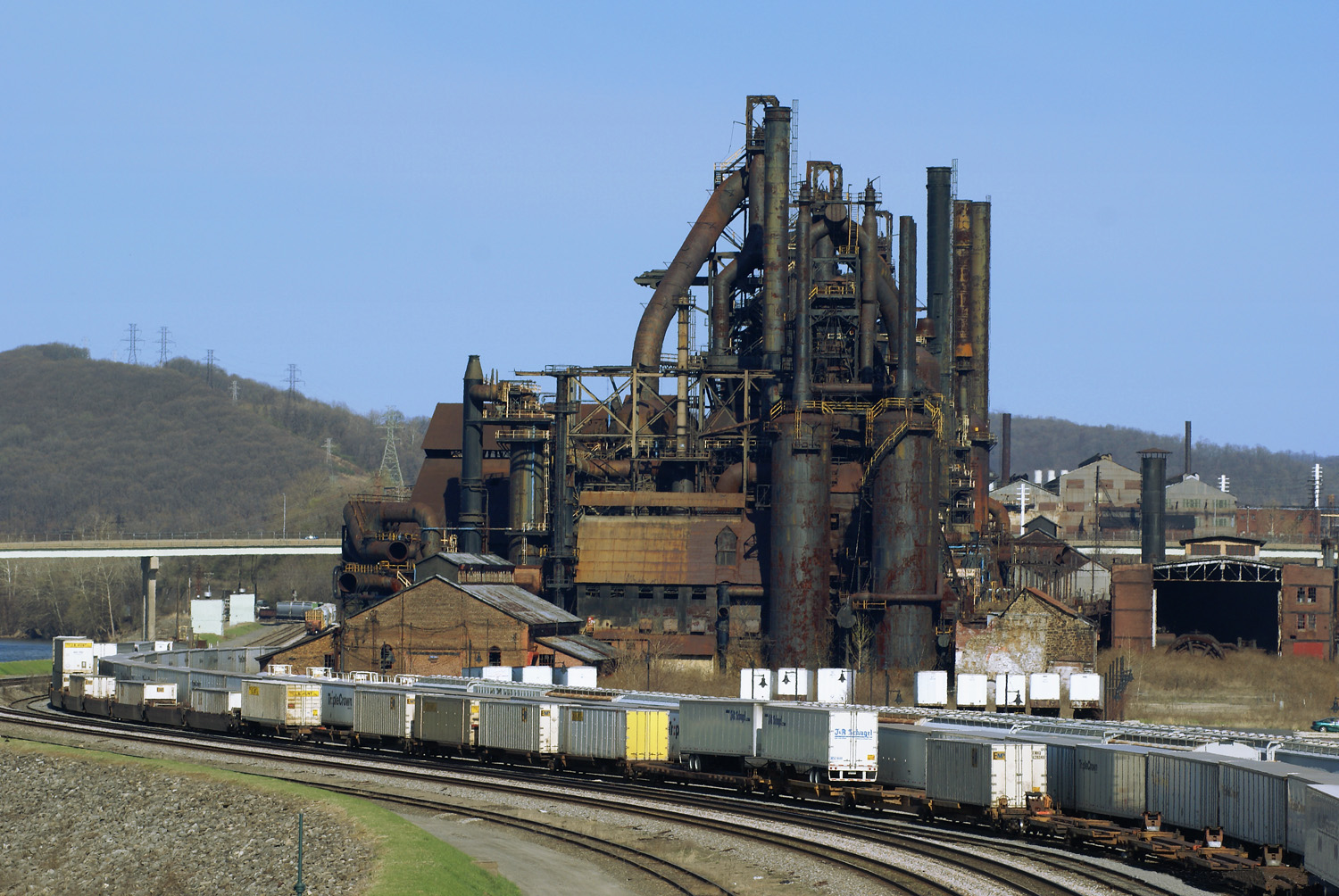
شرکت فولاد بیتلهم واقع در بیتلهم، ایالت پنسیلوانیا، ایالات متحده آمریکا، یکی از بزرگ‌ترین سازندگان فولاد جهان پیش از تعطیلی آن در سال ۲۰۰۳ میلادی

فولادسازی از بیش از هزار سال پیش وجود داشته است، اما این صنعت در آن زمان تجاری سازی در مقیاس عمده نگردیده بود. یک فرایند باستانی فولادسازی، استفاده از بوته آهنگری و ذوب آهن پر کربن به وسیله سوزاندن زغال سنگ در بوته آهنگری می‌باشد. این روند تا اواسط سده ۱۹ ادامه یافت تا این که فرایند بسمر و فرایند زیمنس-مارتین فولادسازی را به یک صنعت عظیم تبدیل نمودند. امروزه دو روش اصلی برای فولادسازی مورد استفاده قرار می‌گیرد: فولادسازی به روش اکسیژن قلیایی که آهن خام مذاب صادره از کوره بلند و همچنین قراضه‌های آهن ورودی‌های این نوع کوره فولادسازی می‌باشند و همچنین فولادسازی به روش کوره قوس الکتریکی که قراضه آهن و آهن اسفنجی مواد اولیه این روش هستند. در فولادسازی به روش اکسیژن قلیایی، گرمای لازم برای ذوب مواد اولیه از انرژی حاصله از فرایندهای حرارت زایی که در اثر سوختن رخ می‌دهد به وجود می‌آید، در حالی که در روش کوره قوس الکتریک، انرژی الکتریکی برای ذوب قراضه آهن یا آهن اسفنجی استفاده می‌شود. در سال‌های اخیر با افزودن تعدادی از فرایندهای شیمیایی به روش کوره قوس الکتریکی، این روش شباهت‌هایی با روش اکسیژن قلیایی پیدا کرده است.
فولادسازی نقشی حیاتی در توسعه فناوری‌های مختلف در دوران باستان، قرون وسطی و دوران مدرن داشته است. فرایندهای اولیه فولادسازی در دوران کهن در کشورهای هند، چین، ایران و یونان باستان شکل گرفت ولی فولادسازی باستانی با سقوط امپراتوری روم باستان در قرن پنجم پیش از میلاد مسیح از بین رفت.
آهن ریخته‌گری فلزی سخت و شکننده می‌باشد که شکل دهی آن دشوار است، در حالی که فولاد فلزی نرم و نسبتاً شکل‌پذیر است. در بازهٔ بزرگی از تاریخ، فولاد در مقادیر اندک تولید می‌شد. با اختراع و بهره‌برداری فرایند بسمر در قرن نوزدهم توسعه فناوری‌های مرتبط نظیر فناوری تزریق و فناوری کنترل فرایند، تولید انبوه فولاد به بخش بزرگ اقتصاد جهانی تبدیل شد و همچنین نقشی کلیدی در توسعه فناوری‌های مدرن ایفا نمود. اولین ابزار فولادسازی مورد استفاده جهت تولید انبوه فولاد کوره آهن خالص (به انگلیسی: Bloomery) بود.
روش‌های مدرن اولیه فولادسازی نیاز به نیروی کار ماهر داشت و فرد با مهارت بالا توانایی این مهم را داشت.
یکی از اصلی‌ترین جنبه‌های انقلاب صنعتی در جهان، توسعه روش‌هایی با مقیاس بزرگ جهت ساخت آهن شکل‌پذیر می‌باشد.
انقلاب صنعت فولادسازی در اصل در اواخر دهه ۵۰ قرن نوزدهم میلادی صورت گرفت که طی آن فرایند بسمر به عنوان اولین فرایند موفق در زمینه فولادسازی در مقیاس با تولید انبوه شناخته شد. پیش از آن فولادسازی به وسیله کوره بلند روباز صورت می‌گرفت.
بین سال‌های ۱۹۲۰ و ۲۰۰۰، نیاز به نیروی کار ۱۰۰۰ برابر کاهش یافت، به عبارتی از یک تن فولاد به ازای ۳ نفر-ساعت کار به یک تن به ازای ۰٫۰۰۳ نفر-ساعت کار. بخش عمده فولاد ساخته شده در جهان با روش اکسیژن قلیایی تولید می‌شود؛ در سال ۲۰۱۱، هفتاد درصد فولاد تولیدشده در جهان با این روش تولید شده است. کوره‌های مدرن امروزی بار اولیه ۳۵۰ تنی را در کمتر از ۴۰ دقیقه به فولاد تبدیل می‌نمایند. این عدد برای کوره بلند روباز ۱۰ الی ۱۲ ساعت می‌باشد.

## فرایندهای امروزی
فرایندهای نوین و امروزی فولادسازی را می‌توان به دو دسته کلی تقسیم کرد: فولادسازی اولیه و فولادسازی ثانویه.
فولادسازی اولیه شامل تبدیل آهن مذاب تولید شده در کوره بلند و آهن قراضه به فولاد می‌باشد که به روش اکسیژن قلیایی، یا ذوب فولاد قراضه یا آهن اسفنجی در یک کوره قوس الکتریکی انجام می‌شود.
فولادسازی ثانویه شامل خالص سازی فولاد خام پیش از ریخته‌گری می‌باشد و معمولاً شامل عملیات‌های مختلفی است که در داخل پاتیل مواد مذاب انجام می‌شود. عناصر آلیاژی در متالورژی ثانویه، افزوده شده، گازهای محلول در فلز کاهش داده شده، و ناخالصی‌ها حذف می‌شوند، تا اطمینان حاصل شود فولاد ریخته شده از کیفیت بالایی برخوردار است.

### فولادسازی اولیه
فولادسازی به روش اکسیژن قلیایی روشی در فولادسازی اولیه است که در آن، آهن چدن پرکربن به فولاد تبدیل می‌شود. دمش اکسیژن از درون آهن چدن باعث کاهش درصد کربن آلیاژ شده و آن را به فولاد تبدیل می‌کند. این فرایند به دلیل طبیعت شیمیایی مواد نسوز (کلسیم اکسید و منیزیم اکسید) مورد استفاده در آستر مخزن برای جلوگیری از سوختگی، و خواص خورنده فلز مذاب و سرباره آن، «قلیایی» نامیده می‌شود.

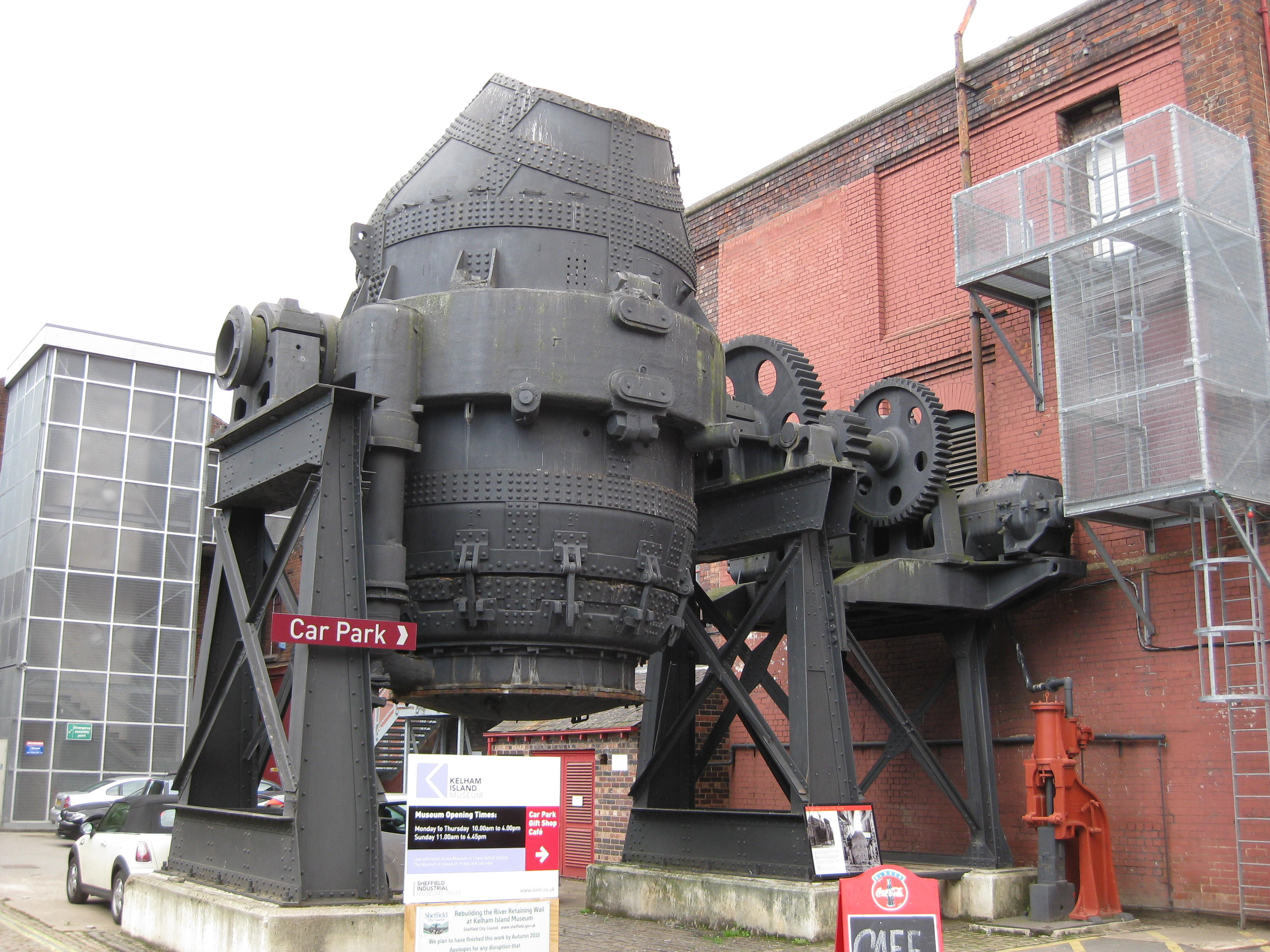
یک مبدل بسمر در موزه ای در شفیلد، انگلستان

این فرایند در سال ۱۹۴۸ توسط رابرت دارر توسعه یافت، به این صورت که در فرایند بسمر به جای دمیدن هوا، از دمیدن اکسیژن جهت جلوگیری از ورود گازهای نامطلوب به مذاب استفاده گردید. به این ترتیب هزینه اولیه کوره‌ها و زمان پالایش فولاد کاهش یافت و میزان بهره‌برداری از کوره‌ها افزایش یافت.
فولادسازی به روش کوره قوس الکتریکی به تحصیل فولاد از قراضه آهن و آهن اسفنجی با استفاده از قوس الکتریکی گفته می‌شود. در روش کوره قوس الکتریکی دسته‌ای از آهن با دمای بالا که در مرحله پیشین فرایند فولادسازی به دما رسیده است با مقدار مشخصی از قراضه آهن وارد کوره می‌شوند و با القای جریان الکتریکی به وسیله میله‌های حامل جریان درون این مخلوط، دما افزایش می‌یابد و فرایند فولادسازی شکل می‌گیرد. در این روش نیز مانند روش اکسیژن قلیایی از مواد خالص کننده مانند ترکیبات آهک جهت تسهیل جداسازی سرباره به مذاب افزوده می‌شود. فولادسازی به روش کوره قوس الکتریکی به‌طور معمول قابلیت گنجایش ۱۰۰ تن مواد اولیه را دارد که عملیات فولادسازی را به‌طور معمول در ۴۰ تا ۵۰ دقیقه به انجام می‌رساند.

### فولادسازی ثانویه
فولادسازی ثانویه بیشتر در داخل پاتیل انجام می‌شود. برخی عملیات‌های انجام شده در داخل پاتیل عبارتند از: اکسیژن زدایی یا «کیلینگ»، گاززدایی در خلأ، افزودن آلیاژ، حذف ناخالصی‌ها، اصلاح شیمیایی ناخالصی‌ها، گوگرد زدایی، همگن سازی. معمولاً این عملیات‌ها در داخل پاتیلی با همزن گازی، و با گرم‌کننده قوس الکتریکی نصب شده در داخل در پاتیل انجام می‌شود. کنترل دقیق متالورژی پاتیل به ساخت فولادهای درجه بالا با تلرانس دقیق و با ثبات می‌انجامد.

#### گوگرد زدایی
از ایستگاه‌های تزریق-پودر بسیاری برای گوگرد زدایی استفاده می‌شود. آلیاژی از کلسیم-سیلیکون که حاوی ۳۰ درصد کلسیم است می‌تواند به عنوان یک گوگرد زدای مؤثر عمل کند. کلسیم فلزی با تشکیل ترکیب بسیار پایدار کلسیم سولفید (CaS) گوگرد زدایی می‌کند و به این دلیل با سیلیکون آلیاژ می‌شود که کلسیم خالص خیلی زود با آب واکنش نشان می‌دهد و به همین دلیل کار با آن سخت است. تزریق ۴ کیلوگرم کلسیم-سیلیکون به هر تن فولاد تقریباً سه چهارم گوگرد آن را از بین می‌برد، برای مقال مقدار آن از ۰٫۰۱۶ به ۰٫۰۰۴ درصد می‌رسد. در آلیاژهایی از فولاد که اجازه افزودن سیلیکون را نمی‌دهند از ترکیب منیزیم-آهک استفاده می‌شود. منیزیم یک گوگرد زدای خوب بوده و با ترکیب محلی با اکسیژن محلول نیز به عنوان یک اکسیژن زدا نیز عمل می‌کند.

#### اصلاح در خلأ (Vacuum treatment)
قرار گرفتن فولاد در شرایط خلأ تأثیر عمیقی بر روی تمام خواص متالورژیکی مربوط به گازها دارد. این کار باعث کاهش گازهای حل شده در فولاد مذاب می‌شود. برای مثال هیدروژن در شرایط خلأ به راحتی تا ۲ جزء در میلیون کاهش می‌یابد. نیتروژن مانند هیدروژن در فولاد مذاب، متحرک نیست و به همین دلیل با قرار گرفتن ۳۰ دقیقه‌ای آن در شرایط خلأ فقط ۱۵ تا ۳۰ درصد کاهش می‌یابد.